# Laia Ballesté
Laia Ballesté Sciora (L'Ampolla, 22 februari 1999) is een Spaans-Zwitsers voetbalspeelster. Ze speelt als verdediger voor RCD Espanyol in de Primera División Femenina.

## Clubcarrière
Ballesté begon haar profcarrière in het B-team van Valencia CF. Vervolgens kwam ze uit voor Deportivo Alavés. In 2020 tekende ze een contract bij EdF Logroño, waarvoor ze debuteerde op het hoogste Spaanse voetbalniveau. In de vertraagde halve finale van de Copa de la Reina speelde ze de volle 120 minuten en wist ze met een overwinning te op Athletic Bilbao de finale te behalen. In de finale verloren Ballesté en haar club Logroño met 3-0 van FC Barcelona. In de competitie kwam Ballesté tot 19 optredens, waarin ze eenmaal tot scoren kwam en aan het einde van dat seizoen degradeerde.
Op 23 augustus 2021 tekende Ballesté een contract bij Rayo Vallecano. Sinds 2024 komt ze uit voor Valencia CF.

## Statistieken
| Seizoen | Club            | Land   | Competitie       | Wedstrijden | Doelpunten |
| ------- | --------------- | ------ | ---------------- | ----------- | ---------- |
| 2019/20 | EdF Logroño     | Spanje | Primera División | 0           | 0          |
| 2020/21 | EdF Logroño     | Spanje | Primera División | 19          | 0          |
| 2021/22 | Rayo Vallecano  | Spanje | Primera División | 28          | 1          |
| 2022/23 | Sporting Huelva | Spanje | Primera División | 22          | 2          |
| 2023/24 | Sporting Huelva | Spanje | Primera División | 28          | 3          |
| 2024/25 | Valencia CF     | Spanje | Primera División | 24          | 0          |
| Totaal  | Totaal          | Totaal | Totaal           | 121         | 6          |

Laatste update: 1 juli 2025

## Interlandcarrière
Ballesté werd geboren in Spanje als de dochter van een Zwitserse moeder. Ze koos voor een interlandcarrière bij het Zwitserland. Op 8 april 2025 maakte ze in een uitwedstrijd tegen IJsland haar debuut voor de Zwitserse nationale ploeg door in de basis te starten.
Na het geblesseerd afhaken van Luana Bühler, werd Ballesté alsnog opgenomen in de Zwitserse selectie voor op het EK 2025 in eigen land.